# Woiwodschap Kalisz
Het woiwodschap Kalisz (Pools: Województwo Kaliskie) was van de 14e eeuw tot de Tweede Poolse Deling van 1793 een woiwodschap van Polen en bestond uit de zes gebieden rondom de steden: Kalisz , Konin , Pyzdry , Gniezno , Kcynia en Nakło.
Vanaf 1768 werd het woiwodschap Gniezno gevormd door de drie noordelijke gebieden van de bestuurseenheid, rondom de stad Gniezno. Hierdoor halveerde het grondgebied van het woiwodschap Kalisz van 15,320 km² tot 7,810 km².
Het woiwodschap Kalisz werd in 1793 onderdeel van Zuid-Pruisen. Maar werd in 1807 overgeheveld naar het hertogdom Warschau en haar opvolger Congres-Polen, vanaf 1831 onder directe jurisdictie van het keizerrijk Rusland. 
Het historische woiwodschap Kalisz ligt in Groot-Polen en ligt tegenwoordig verspreid over de woiwodschappen: Woiwodschap Groot-Polen en Woiwodschap Koejavië-Pommeren.

Tot 1768 waren dat zes bestuurseenheden:
- Kalisz
- Konin
- Pyzdry
- Gniezno
- Kcynia
- Nakło

Tussen 1768 en 1793 waren dat drie bestuurseenheden
- Kalisz
- Konin
- Pyzdry